# Theopompos ze Sparty
Theopompos (starořecky Θεόπομπος) z královského rodu Eurypontovců byl králem Sparty přibližně od roku 720 př. n. l. do roku 675 př. n. l. Jeho spolukrálem z královského rodu Agiovců byl Polydoros.
Theopompos, král Sparty vládnoucí přibližně v polovině osmého století př. n. l., je osobou, o níž psal z antických historiků hlavně Pausanias a ve svých básních ho zmínil i básník Tyrtaios, působící v polovině sedmého století př. n. l. ve Spartě.
Pausanias, žijící ve druhém století, při svém putování po Řecku navštívil i Lakonii, a pravděpodobně při této příležitosti, vedle popisů země a jejích pamětihodností a zvyků, zaznamenal i historické události, tak jak mu byly podány. Zajisté jsou to většinou jen legendy, ale i legendy mohou v sobě skrývat ozvěny historických událostí. Pausanias ve své knize Popis Řecka napsal, že otcem Theopompa byl Nikandros, během jehož vlády se odehrál závažný incident mezi Spartou a Messénií. Během oslav, které se konaly na počest bohyně Artemis, byl zavražděn Nikandrův spolukrál Téleklos, a to měl být údajně pro Sparťany jeden z důvodů k vedení války proti Messénii. Skutečnost však byla možná jiná, podle novověkých historiků pravděpodobně Sparťany tlačil do výbojů nedostatek půdy pro přelidněnou Spartu.
Válka zvaná první messénská byla dlouhotrvající a krutá. Na straně Sparty ji vedli oba spartští králové, Theopompos a Polydóros. Messéňané, kterým velel král Eufaes, obětavě odolávali i za cenu velkých ztrát na životech, a proto se boj dlouho vyvíjel nerozhodně. Po několika letech této vleklé války už Sparťané dominovali, a proto se král Eufaes pokusil zvrátit průběh války útokem přímo na krále Sparty Theopompa. Při tomto odvážném pokusu však utržil řadu smrtelných ran od tělesné stráže krále Theopompa. Následník Eufaa Aristodémos se v poslední fázi války snažil získat spojence v boji proti Sparťanům, proto udržoval dobré vztahy hlavně s Arkadií a s Argem, ale ve svém boji, až na ojedinělé nájezdy Arkádie na Lakonii, zůstala Messenie osamocena a čekal ji trpký konec. Aristodémos v posledním pokusu o zvrat ve válce ovlivněn věštbou obětoval život své dcery, ale už ani to nepomohlo. Nešťastný Aristodémos spáchal sebevraždu nad hrobem své dcery a jeho lid upadl na dlouhá století do područí Sparty. Nejúrodnější půda Messenie byla pak rozdělena mezi tři tisíce Sparťanů. Z většiny Messéňanů se stali perioikové a ostatní obyvatelstvo bylo zotročeno.
Polyainos, makedonský právník a spisovatel, v knize Strategie popisuje konec messénské války jinak; píše, že když válka už trvala dvacet let, králové Sparty Theopompos a Polydoros se rozhodli lstí ukončit válku. Předstírali mezi sebou spor a rozdělené síly vojsk Sparťanů zlákaly Messéňany k útoku na spartské vojsko Polydóra, ale Theopompovo vojsko, ukryté v záloze, zaútočilo na Messéňany odzadu a boj vítězně ukončilo.
Jako opět píše Pausanias, po messénské válce vedl ještě Theopompos válku s Argem o území zvané Thyreatida. Po Theopompově smrti se podle Pausania jeho následníkem stal vnuk Zeuxidamos, neboť syn Archidamos zemřel již dříve. Historik Hérodotos, jehož informace jsou značně staršího data, označil za následníka Theopompa jeho syna Anaxandrida.
Podle Plutarcha byl během vlády Theopompa jmenován do úřadu i se svými kolegy první efor jménem Elatos.